# بيدرو مارتيلو
بيدرو مارتيلو (بالبرتغالية: Pedro Martelo‏) هو لاعب كرة قدم برتغالي في مركز الهجوم، ولد في 12 أكتوبر 1999 في يابرة في البرتغال. لعب مع ديبورتيفو فابريل.

## وصلات خارجية
- بيدرو مارتيلو على موقع Soccerway.com (الإنجليزية)
- بيدرو مارتيلو على موقع عالم كرة القدم.نت (الإنجليزية)